# Laelida antennata
Laelida antennata är en skalbaggsart som beskrevs av Francis Polkinghorne Pascoe 1866. Laelida antennata ingår i släktet Laelida och familjen långhorningar. Inga underarter finns listade i Catalogue of Life.